# Evangeli apòcrif de Joan
El Llibre Secret de Joan o Evangeli Apòcrif de Joan és un text d'ensenyances gnòstiques del segle ii, al qual se li ha donat un context cristià. Descriu una aparició de Jesús donant informació privada a l'apòstol Joan després que Crist pugés al cel. Junt amb l'Evangeli de Maria Magdalena i el Llibre de la Saviesa de Jesucrist, pertany a la col·lecció dels papirs coptes (egipcis) de Berlín. Existeixen dues versions més d'aquest manuscrit, una llarga i l'altra curta, conservades a la col·lecció dels Manuscrits de Nag Hammadi.

## Sinopsi
Les paraules inicials del Llibre Secret de Joan són: L'ensenyament de la salvació, i la revelació dels misteris i les coses ocultes en el silenci, fins i tot aquestes coses que ell va ensenyar al seu deixeble Joan. L'autor afirma ser Joan, especificant com l'Apòstol Joan, el germà de Jaume - que alhora són els fills de Zebedeu."
Molts cristians del segle ii esperaven rebre una revelació personal transcendent com la que va rebre Pau, i de la que va informar a l'església de Corint (2 Corintis 12 :1-4) o com la que Joan va experimentar a l'illa de Patmos, inspirant el seu Apocalipsi.

## Influència
L'apòcrif, establert en el marc històric d'una revelació dictada per Crist ressuscitat a Joan el fill de Zebedeu, conté alguns dels més extensos dels clàssics detalls de dualisme i gnosticisme que ha sobreviscut a la mitologia, com un dels principals textos de la biblioteca trobada a Nag Hammadi, i es tracta d'un text d'estudi essencial per a qualsevol persona interessada en el gnosticisme. Frederick Wisse, que el va traduir, afirma que "L'apòcrif de Joan, seguia sent utilitzat en el segle viii pels audians de Mesopotàmia"(Wisse p 104).
L'apòcrif de Joan ha esdevingut el text central per a l'estudi de la tradició Gnòstica de l'antiguitat. Detalls de la creació del mite, han estat objecte d'estudi per part d'escriptors com Carl Jung i Eric Voegelin.